# Northumberland Strait
Northumberland Strait (fr. Détroit de Northumberland) – cieśnina u wschodniego wybrzeża Kanady, część Zatoki Świętego Wawrzyńca, oddzielająca Wyspę Księcia Edwarda na północy od kontynentu amerykańskiego na południu i wyspy Cape Breton na wschodzie (prowincje Nowa Szkocja i Nowy Brunszwik).
Cieśnina rozciąga się równoleżnikowo na długości około 225 km, liczy od 13 do 43 km szerokości. Maksymalna głębokość, w części wschodniej – 68 m. W środkowej części głębokość cieśniny nie przekracza 20 m. Płytkość akwenu sprzyja powstawaniu silnych prądów pływowych oraz zawirowań wody. W okresie letnim wody cieśniny należą do najcieplejszych na wschodnim wybrzeżu Kanady, w lipcu ich temperatura niejednokrotnie przekracza 20 °C, w rezultacie czego rozwinęła się nad nią turystyka, a także połów skorupiaków.
Główne miejscowości nad cieśniną to: Charlottetown, Summerside (Wyspa Księcia Edwarda), Pictou (Nowa Szkocja), Shediac, Bouctouche oraz Richibucto (Nowy Brunszwik).
Nad cieśniną prowadzi most drogowy Confederation Bridge, najdłuższy w Kanadzie, otwarty w 1997 roku. Funkcjonuje także połączenie promowe Caribou (Nowa Szkocja) – Wood Islands (Wyspa Księcia Edwarda).
Nazwa cieśniny upamiętnia XVIII-wieczny okręt HMS „Northumberland”, dowodzony przez brytyjskiego admirała Alexandra Colville'a. Wcześniej Francuzi ochrzcili ją mianem la mer rouge („morze czerwone”), nawiązując do zabarwienia wód akwenu, które nadaje mu zawiesina czerwonego mułu i gliny.